# Louis-Ernest Mougenot-Méline
Pour les articles homonymes, voir Mougenot et Méline.
Louis Ernest Mougenot-Méline (né Louis-Ernest Mougenot à Épinal le 20 mai 1862 et mort à Paris le 26 octobre 1929) est un architecte français, gendre de Jules Méline. Il épouse en effet la fille de ce dernier, Marie-Jeanne Méline, le 7 juillet 1906, et prendra par la suite le nom de Mougenot-Méline.

## Réalisations

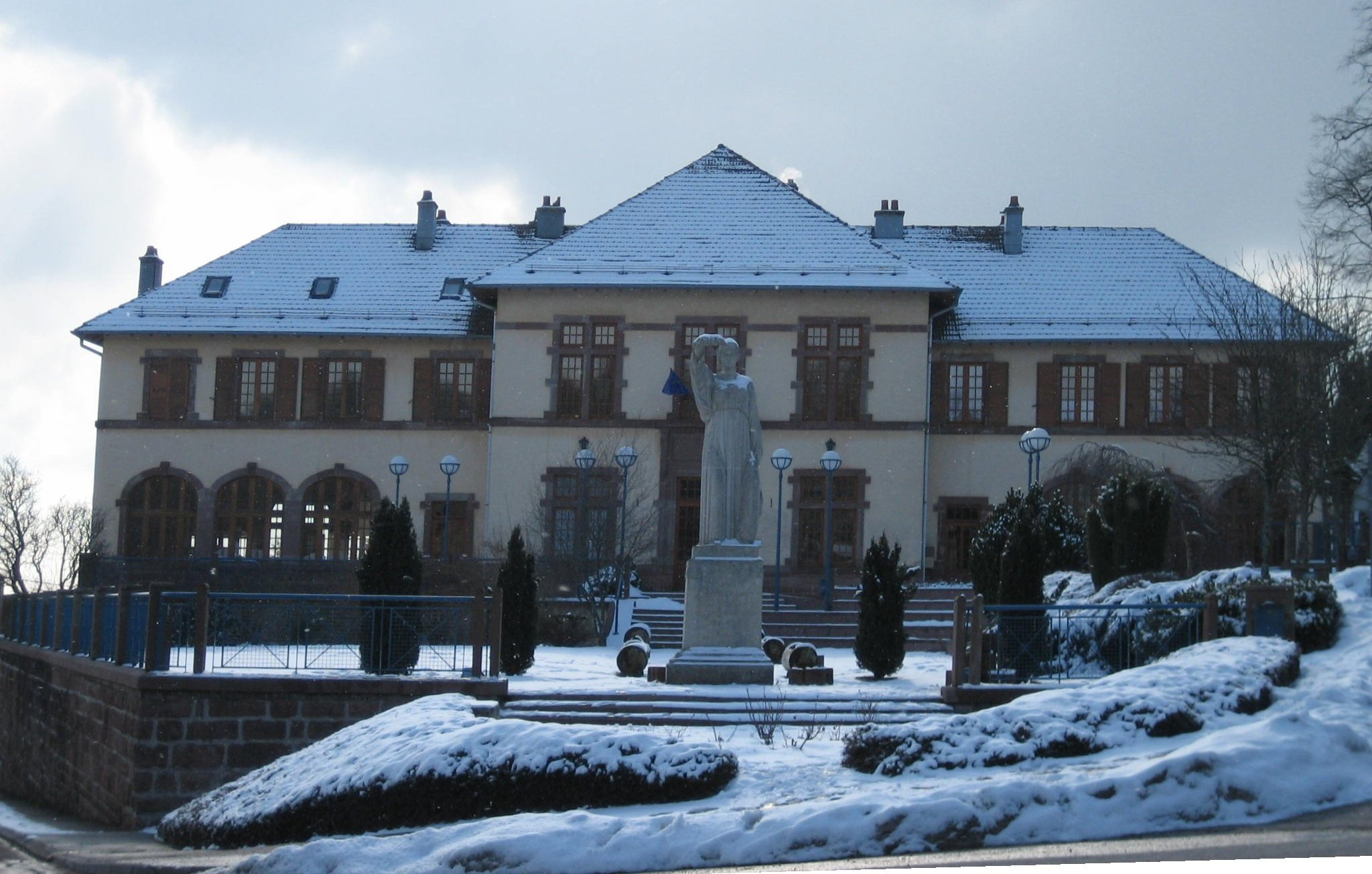
Mairie de Ban-de-Sapt

- Ban-de-Sapt, Vosges, ancienne poste, de nos jours un restaurant.
- Ban-de-Sapt, Presbytère.
- Ban-de-Sapt, ancienne école de hameau, de nos jours maison d'habitation.
- Ban-de-Sapt, église paroissiale Saint-Grégoire.
- Ban-de-Sapt, Mairie-école.
- Epinal, 30b rue Thiers[4].
- Golbey, 46 rue de la Moselle[5].